# NooSFere
NooSFere, creată în mai 1999, este o asociație care are ca scop promovarea științifico-fantasticului publicat în limba franceză. Principalul său vector de difuzie este un site web. Termenul "nooSFere", propus de Yann Minh, este derivat din noosphère (în franceză) - adică noosferă (din cuvintele grecești Νοῦς  - minte și σφαῖρα  - sferă, literalmente cu sensul de sfera minții). 

## Istorie
Asociația a fost creată în mai 1999 după terminarea găzduirii gratuite a mai multor site-uri dedicate științifico-fantasticului. Webmasterii s-au reunit într-o asociație, cu ajutorul fanilor pentru a oferi găzduire comună acestor site-uri. 
În asociație au intrat ulterior diverși profesioniști ai domeniului SF (scriitori, ilustratori, traducători, editori) pentru a ajuta la crearea unui site de referință pentru literatura imaginarului.

## Descriere
Această asociație găzduiește mai multe site-uri dedicate domeniului imaginației. 
Conține o enciclopedie despre science fiction, numită Encyclopédie de l'imaginaire - Enciclopedia Imaginarului. Această enciclopedie se referă la toate publicațiile (cărți sau benzi desenate  în limba franceză, realizate în domeniile science fiction, fantezie, fantasticși utopie. Conține fragmente de romane, povestiri și texte nepublicate. Critici și texte din reviste, cum ar fi Fiction, Galaxies sau Bifrost, sunt disponibile pe site, constituind o amintire reală a genului.  
Partea bazei de date a site-ului este accesibilă în mai multe limbi prin intermediul site-ului nooSFere Babel. 
Alte rubrici  : 
- Infos et Actu : Toate știrile SF, întâlnirile dintre fani și un calendar al evenimentelor SF.
- Site-uri găzduite: NooSFere găzduiește site-urile autorilor și ilustratorilor membrilor săi, ca de exemplu Pierre Bordage [4], Roland C. Wagner [5], Philippe Caza [6] și Jean-Claude Mezieres.[7]

## Premii
NooSFere a primit premiul grand prix de l'Imaginaire din 2005  și premiul ESFS pentru  "cea mai bună publicație pe Internet, alta decât un fanzin", premiu acordat în timpul Eurocon 2018.